# 1-я византийская малая хроника
1-я византийская малая хроника — историческое сочинение, состоящее из выдержек из труда озаглавленного как «Великий Хронограф». Названа по изданию П. Шрайнера, где эта хроника приведена под номером 1. Сохранилась в рукописи XI в. Содержит 18 заметок, охватывающих период с 477 по 750 гг., уделяя основное внимание стихийным бедствиям, эпидемиям и пр. событиям истории Византии.

## Издания
1. A. Freund. Beitraege zur antiochischen und konstantinopolitanischen Stadtchronik. Jena 1882, 38-42.
2. Sp. Lampros. ′Ο μέγας Χρονογράφος της Κωνσταντινουπόλεως. NE 14 (1917—1920) 305—317.
3. P. Schreiner. Die byzantinischen kleinchroniken. V. 1. Wien, 1975, p. 37-45.

## Переводы на русский язык
- 1-я византийская малая хроника в переводе А. С. Досаева на сайте Восточная литература